# Lacerta graeca
Lacerta graeca este o specie de șopârle din genul Lacerta, familia Lacertidae, ordinul Squamata, descrisă de Bedriaga 1886. Conform Catalogue of Life specia Lacerta graeca nu are subspecii cunoscute.